# Stef Ardoba
Stef Ardoba is een Nederlandse stripreeks van de striptekenaar en scenarist Bert Bus. Het is een sciencefictionstrip over een journalist en tijdreiziger met verhalen die zowel in het verleden, het heden als de toekomst kunnen spelen.
De strip werd in 1975 gepubliceerd in het striptijdschrift Sjors en daarna van 1976 t/m 1982 gepubliceerd in het stripblad Eppo. Van 1976 t/m 1986 werden de verhalen ook uitgegeven als stripalbums door uitgeverij Oberon.

## Albums
Bert Bus produceerde acht verhalen van Stef Ardoba, waarvan de laatste twee werden geschreven door Eppo-redacteur Kees Vuik.